# پیز دی ترسکولمن
پیز دی ترسکولمن (به لاتین: Piz de Trescolmen) یک کوه در سوئیس است که در کانتون گراوبوندن واقع شده‌است. پیز دی ترسکولمن ۲٬۶۵۲ متر بالاتر از سطح دریا واقع شده‌است.